# Дорнелаш (Ботикаш)
Дорнелаш (порт. Dornelas) — район (фрегезия) в Португалии, входит в округ Вила-Реал. Является составной частью муниципалитета Ботикаш. По старому административному делению входил в провинцию Траз-уж-Монтиш и Алту-Дору. Входит в экономико-статистический субрегион Алту-Траз-уш-Монтеш, который входит в Северный регион.
Население составляет 413 человека на 2001 год. Занимает площадь 36,64 км².
Покровителем района считается Апостол Пётр (порт. São Pedro).

## История
Район основан в 1127 году